# Omar Ba (peintre)
Pour les articles homonymes, voir Ba.
Ne pas confondre avec Omar Ba, un écrivain sénégalais né en 1982.
Omar Ba (né le 10 février 1977 est un peintre sénégalais.

## Biographie
Omar Ba grandit à Dakar au sein d’une famille nombreuse. Durant 3 ans, il suit une formation de mécanicien sous l'influence de ses parents. Mais très vite, il rejoint les Beaux-Arts de Dakar. Diplômé de l'École nationale des Beaux-arts au Sénégal en 2002 après trois années d'études, il se rend à Bonn, en Allemagne pour participer au symposium sur le langage des couleurs. De retour d’Allemagne, il participe à plusieurs expositions au Sénégal avant de venir en Suisse où il réside depuis 2003. Il effectue ensuite un troisième cycle universitaire à l'École supérieure des Beaux-arts de Genève. De 2009 à 2011, il fréquente l'École cantonale d’Art visuel du Valais à Sierre en Suisse. Au cours du festival Les Urbaines à Lausanne, il est remarqué par le galeriste genevois Guy Bärtschi. En 2011, il reçoit le Swiss Art Award.
Il vit actuellement à Genève en Suisse. Artiste visuel dans le monde de l’art contemporain à Genève, il travaille avec quatre Galeries en Europe : Art Bärtschi & Cie à Genève, Galleria Giuseppe Pero à Milan, Hales Gallery à Londres et, depuis 2016, Galerie Daniel Templon à Paris et Bruxelles.
Le Louvre d'Abu Dhabi fait l'acquisition de son œuvre Plateforme de la confiance - richesse pillage à huis clos 1 (2016) pour enrichir sa collection permanente.

## Parcours artistique
Depuis son arrivée à Genève, Omar Ba a définitivement abandonné la peinture abstraite pour se dédier à une peinture figurative et narrative. Il explique cette évolution ainsi : « Ce passage a été nourri par une frustration, le besoin d’être compris. Je venais du Sénégal, mais les gens ne comprenaient pas mon travail, ne savaient pas lire mon abstraction. J’ai dû trouver une façon de communiquer, qui convienne partout. Après, certains motifs sont restés, la couleur est toujours aussi importante… mais mon langage est plus universel. »
Le foisonnement est à l'honneur avec cet artiste. Il emploie des techniques et des matières très variées (peinture à huile, encre de Chine, gouache et crayon). Il détache souvent d'un fond noir des figurations politiques et sociales à interprétations multiples.
Ses sources d'inspiration sont la culture africaine, les problématiques liées au pouvoir et à l'autorité. Jeune, il se nourrit des écrits de l’historien et panafricaniste sénégalais Cheikh Anta Diop. Son support favori est le carton ondulé. Il préfère peindre sur un carton que sur une toile car c'est un support solide, qui peut être fixé au mur et au sol. Il a l’impression d’avoir la maîtrise totale de ce support. Il peut marcher sur le carton, le rouler, le transporter facilement, sans abîmer son travail. Ses œuvres font appel à une iconographie riche et à un bestiaire pluriel et hybride. Plusieurs œuvres présentent un effacement des frontières entre l'humain, l'animal et le végétal. Ses peintures montrent des portraits officiels, un bestiaire imaginaire inoffensif et inquiétant, des êtres hybrides mi-homme, mi-bête.
Son vocabulaire symbolique s'exprime en utilisant de larges aplats de couleur, souvent sur un fond noir avec des courbes ondulantes. De nombreuses scènes sont dessinées au trait en pointillé.
Chaque œuvre regorge d'un maximum de détails, elle semble présenter plusieurs œuvres en une seule
Il s'intéresse à la dualité du monde, aux rapports entre le Nord et le Sud, notamment entre l’Europe et l’Afrique. Passionné par l'actualité internationale, il revisite en permanence l’histoire, pour mieux comprendre ce qui se passe autour de lui. Il s'intéresse à la place de l’humain, de l’animal ; aux liens entre progrès et nature et entre tradition et modernité.
Pour Omar Ba, l'art peut changer les choses : « Je sais que je suis inclus dans un système économique, que je suis un artiste dans une galerie commerciale. Toutefois, j’ai la liberté de dire ce que je pense, et je pose des interrogations sur ces phénomènes, haut et fort. Seul, je ne changerai rien, mais collectivement, les artistes le peuvent. »
« Omar Ba élabore ses œuvres comme des interrogations sur la société actuelle, globalisée, mais qui a oublié ses racines et les valeurs traditionnelles. Refusant les illusions du bonheur matériel qui menace et ruine peu à peu la planète, la pensée de l’artiste cherche également à décrypter les stéréotypes issus des relations séculaires, bien que compliquées, entre le monde occidental et le continent africain. […] Les compositions sont dynamiques, chargées et entremêlent des éléments colorés semblant des brasiers venus illuminer soudainement la surface sombre du fond. Par-delà les barrières culturelles et sociales, son art cherche à éveiller en chacun de nous un souvenir lointain, une vision intime ou à susciter une réflexion sur le monde actuel. Son œuvre foisonne de signes fréquents et familiers. […] Dans l’œuvre d’Omar Ba, ce sont donc bien des univers opposés qui se retrouvent : règne humain et règne animal, progrès et nature, modernité et tradition, Occident et Afrique, inhumanité et respect sont les critères de la représentation qui cherche à atteindre, au-delà de ces oppositions, un terrain neutre permettant la réflexion. » 
En 2024, l'éditrice indépendante de livres d'art Diane de Selliers propose à Omar Ba d'illustrer le conte peul Kaïdara d'Amadou Hampâté Bâ pour créer un livre d’artiste. Le peintre s’est emparé de l’œuvre et du langage symbolique du conte pour créer 40 œuvres originales.  

## Expositions

### Expositions collectives
2020
- Global(e) Resistance, Musée national d’art moderne - Centre Georges Pompidou, Paris, France

#### 2019
- From the Paper to the Wall, Galerie Templon, Bruxelles, Belgique

#### 2018
- 40 ans de passion, Omar Ba, Prune Nourry, Tunga, Fondation Fernet-Branca, Saint-Louis, France
- Quel Amour ?!, Musée d’art Contemporain, Marseille, France
- Afriques. Artistes d’hier et d’aujourd’hui, Fondation Clément, Martinique, France
- D’Afrique aux Amériques: Picasso en face-à-face, d’hier à aujourd’hui, Musée des beaux-arts de Montréal, Montréal, Canada

#### 2017
- Zoocryptage, Crypte Sainte-Eugénie, Biarritz, France
- Afrique, raconter le monde, Padiglione d’Arte Contemporanea, Milan, Italie
- Le Havre – Dakar, Partager la mémoire, Muséum d'histoire naturelle du Havre, France
- Art/Afrique, Le Nouvel Atelier, Fondation Louis Vuitton, Paris, France[8]
- En toute modestie – Archipel Di Rosa, Miam Sète, Sète, France
- Festival Afropolitan, Bozar Bruxelles, Belgique

#### 2016
- Salon d’Automne, Grand Palais, Paris, France
- Mauvaises Graines 2, Topographie de l'Art, Paris, France
- You Go To My Head, Galerie Daniel Templon, Bruxelles, Belgique

#### 2014
- Summer Exhibition 2014, Royal Academy of Arts, Londres, Grande-Bretagne
- Ici l’Afrique/ Here Africa. L’Afrique contemporaine à travers le regard de ses artistes, Château de Penthes, Genève, Suisse
- Authentik Energie, Le Manoir de la ville de Martigny, Martigny, Suisse

#### 2013
- Collective II, Galerie GuyBärtschi, Genève, Suisse
- VITALIC, Hales Gallery, Londres, Grande-Bretagne
- I’m your neighbour !, Bromer Art Collection, Roggwil, Suisse
- Primitive Cabaret : A Spiritual Voodoo confrontation, Galerie Polad-Hardouin, Paris, France
- Situation 2, Ferme-Asile, Sion, Suisse
- Utopie picturale, Villa Dutoit, Genève, Suisse

#### 2012
- STILL LIFE, Galerie 1000eventi, Milan, Italie
- La Jeunesse est un art, Aargauer Kunthaus, Aarau, Suisse
- Exposition collective, Galerie Guy Bärtschi, Genève, Suisse
- La forêt rouge, Musée de Bagnes, le Chäble, Suisse
- Ambiguous Creatures in a Fragile World, Galerie Sanaa, Pays-Bas

#### 2011
- Apparition, Villa Bernasconi, Grand-Lancy, Suisse
- Tu vois c’que j’veux dire, EX-EPA, Vevey, Suisse
- Inner Landscapes, Galerie Sanaa, Utrecht, Pays-Bas
- Dessin aujourd’hui et demain 7, Espace Kugler, Genève, Suisse
- Resonance/ Dissonance, Galerie Anne de Villepoix, Paris, France

#### 2010
- 20 ans déjà !, Galerie Guy Bärtschi, Genève, Suisse
- Villa Sovietica, Musée d’ethnographie, Genève, Suisse

#### 2009
- When I was a King, Circuit - L’Urbaines, Lausanne, Suisse
- I am by birth a Genevese, Vegas Galerie, Londres, Grande-Bretagne
- I am by birth a Genevese, Forde, Espace d’art contemporain, Genève, Suisse

#### 2006
- Ganga Galerie, Bogota, Colombie

#### 2005
- Académie des Beaux-Arts, Brescia, Italie

### Expositions personnelles
2021
- Anomalies, Galerie Templon, Bruxelles, Belgique[9]

Lors ce cette exposition, Omar Ba présente des créations réalisées pendant le confinement de mars 2020. Cet ensemble de toiles colorées résonne avec l'actualité sanitaire et politique en Afrique.
2020
- Same Dream, Galerie Contemporary Calgary, Calgary, Canada

#### 2019
- Omar Ba : Visions partagées, Musée des Beaux Arts de Montréal, Canada[11]
- Same Dream, The Power Plant Contemporary Art Gallery, Toronto, Canada[2]
- The power of objects, Wilde Gallery, Genève, Suisse[2]

#### 2018
- Autopsie de nos consciences, Galerie Templon, Paris[12],[5].

#### 2017
- Supernova, Hales Gallery, Londres, Royaume-Uni

#### 2016
- Éclosion, Galerie Templon, Bruxelles, Belgique

#### 2015
- Den, Galerie Anne de Villepoix, Paris, France[13]
- Galerie Giuseppe Pero, Milan, Italie

#### 2014
- Galerie Hales, Londres, Royaume-Uni
- Eclipse, Galerie Guy Bärtschi, Genève, Suisse

#### 2013
- Pandore, Galerie Le Manège, Institut Français de Dakar, Dakar, Sénégal
- Claudia Comte & Omar Ba, CentrePasquArt, Bienne, Suisse

#### 2012
- Le Monde des Apparences, Galerie Anne de Villepoix, Paris, France[1]

#### 2011
- Fiction ou Réalité, Galerie Guy Bärtschi, Genève, Suisse
- Wait and See, Galerie 1000eventi, Milan, Italie

#### 2010
- Projet Room, Galerie Guy Bärtschi, Genève, Suisse
- XXL, Galerie 1000eventi, Milan, Italie

#### 2008
- Art en l’Ile, Genève, Suisse

#### 2007
- Espace Kis, Genève, Suisse

## Cote
En 2019, ses toilent se vendent entre 10000 et 50000 euros .